# Эрикссон, Симон
Ларс Симон Альбин Эрикссон (швед. Lars Simon Albin Eriksson; Пустой шаблон {{ВД-Преамбула}} ) — шведский футболист, вратарь «Эльфсборга».

## Клубная карьера
Начинал заниматься футболом в «Суннерсте» и «Уппсале», откуда затем перешёл в юношескую команду «Далькурда». В ноябре 2022 года подписал с клубом первый профессиональный контракт. 9 сентября 2023 года в игре со «Стокгольм Интернасионале» дебютировал за основной состав клуба в первом дивизионе, выйдя в стартовом составе и отыграв 60 минут.
В феврале 2024 года перешёл в «Стокгольм Интернасионале», с которым заключил контракт на три года. В августе того же года подписал контракт с «Эльфсборга», но вторую часть сезона провёл на правах аренды в столичном клубе. По окончании аренды вернулся в «Эльфсборг». В его составе 5 мая 2025 года в игре с ГАИС дебютировал в чемпионате Швеции, появившись на поле в стартовом составе.

## Клубная статистика
| Выступление              | Выступление      | Выступление      | Лига | Лига | Кубки | Кубки | Конт. кубки | Конт. кубки | Разное | Разное | Итого | Итого |
| Клуб                     | Лига             | Сезон            | Игры | Голы | Игры  | Голы  | Игры        | Голы        | Игры   | Голы   | Игры  | Голы  |
| ------------------------ | ---------------- | ---------------- | ---- | ---- | ----- | ----- | ----------- | ----------- | ------ | ------ | ----- | ----- |
| Далькурд                 | Дивизион 1       | 2023             | 1    | 0    | 1     | -1    | 0           | 0           | 0      | 0      | 2     | -1    |
| Далькурд                 | Итого            | Итого            | 1    | 0    | 1     | -1    | 0           | 0           | 0      | 0      | 2     | -1    |
| Стокгольм Интернасионале | Дивизион 1       | 2024             | 22   | -13  | 2     | 0     | 0           | 0           | 2      | -4     | 26    | -17   |
| Стокгольм Интернасионале | Итого            | Итого            | 22   | -13  | 2     | 0     | 0           | 0           | 2      | -4     | 26    | -17   |
| Эльфсборг                | Алльсвенскан     | 2025             | 1    | 0    | 0     | 0     | 0           | 0           | 0      | 0      | 1     | 0     |
| Эльфсборг                | Итого            | Итого            | 1    | 0    | 0     | 0     | 0           | 0           | 0      | 0      | 1     | 0     |
| Всего за карьеру         | Всего за карьеру | Всего за карьеру | 24   | -13  | 3     | -1    | 0           | 0           | 2      | -4     | 29    | -18   |